# Caponata
Caponata (syc.: capunata) – sycylijskie danie, odmiana warzywnego gulaszu na bazie posiekanego smażonego bakłażana oraz gotowanej sałatki warzywnej i selera naciowego, doprawionego słodzonym octem, z kaparami w słodko-kwaśnym sosie z udziałem oliwy.

## Historia
Nie jest dokładnie ustalone, kiedy i skąd danie pojawiło się na Sycylii, choć prawdopodobnie jest pochodzenia arabskiego. Sycylijski znawca kulinariów, Pino Correnti uważa, że nazwa pochodzi od katalońskiego słowa caponada, co oznacza podobną potrawę z tamtego regionu i twierdzi, że po raz pierwszy pojawia się w etymologii sycylijskiej z 1709. To katalońskie słowo, które dosłownie oznacza coś związanego ze sobą jak winorośl, może również odnosić się do zagrody, w której zwierzęta są tuczone przed ubojem. Słowo capon pochodzi z wyrażenia capón de galera, czyli potrawy podobnej do gazpacho, zwykle podawanej na statkach. Alberto Denti di Pirajno, sycylijski naukowiec, lekarz i znawca gastronomii zauważył, że danie mogło powstać na pokładzie statku, jako śniadanie dla marynarzy z powodu dużej ilości octu, który działałby jako środek konserwujący. Giuseppe Coria, autor dzieła o sycylijskiej kuchni, zaproponował inną teorię: że słowo to pochodzi od łacińskiego słowa caupo (tawerna), w którym podano cauponae, czyli jedzenie dla podróżników. Nawet jeśli te interpretacje są poprawne, cauponae z pewnością nie była caponatą, jaka znana jest i serwowana obecnie. Niezależnie od tego nazwa sycylijska wywodzi się od jednego z głównych składników – kaparów.

## Charakter i warianty
Istnieje wiele wariantów caponaty, np. niektóre zawierają karczochy albo słodką paprykę, a w nowszych odmianach również pomidory. Jest to danie w zasadzie wegetariańskie, jednak wersje z Palermo mogą również zawierać ryby, a niekiedy w potrawie znajduje się ośmiornica.
Jej smak jest słodkawy, lekko kwaskowy, a zawarte w niej bakłażany powinny zachowywać mięsistość, natomiast dodatki, zwłaszcza seler naciowy, chrupkość. Caponata jest daniem głównie letnim, nadającym się na obiad albo kolację. Można ją jeść jako danie główne albo, po zmiksowaniu, zrobić z niej pastę do pieczywa. Podawane jest we włoskich restauracjach na całym świecie.

## Galeria – caponata z niestandardowymi dodatkami

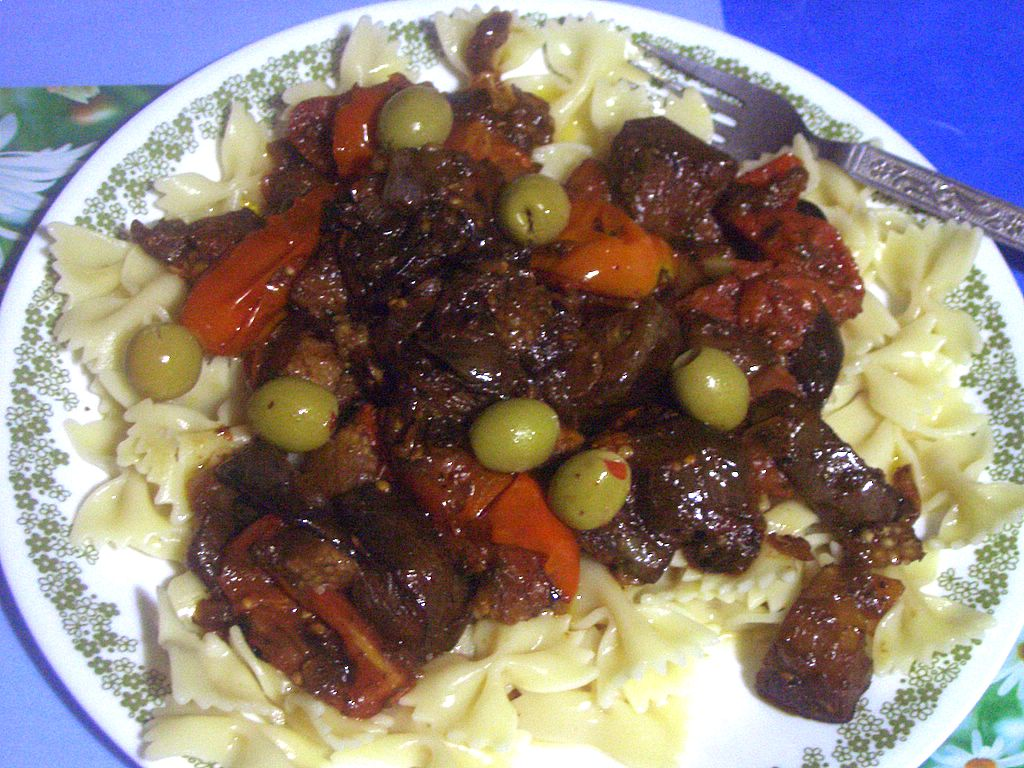
Caponata z oliwkami
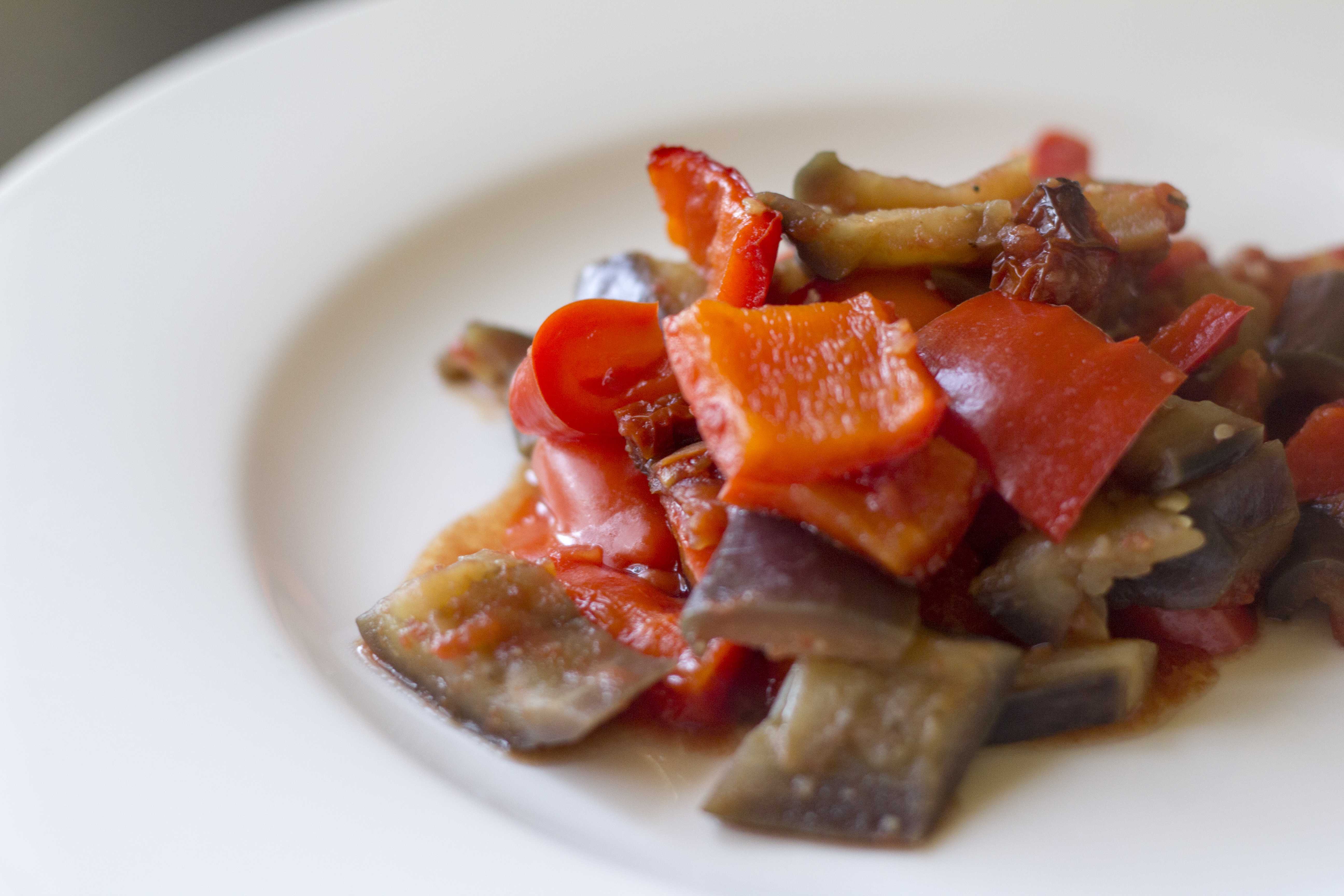
Caponata z papryką
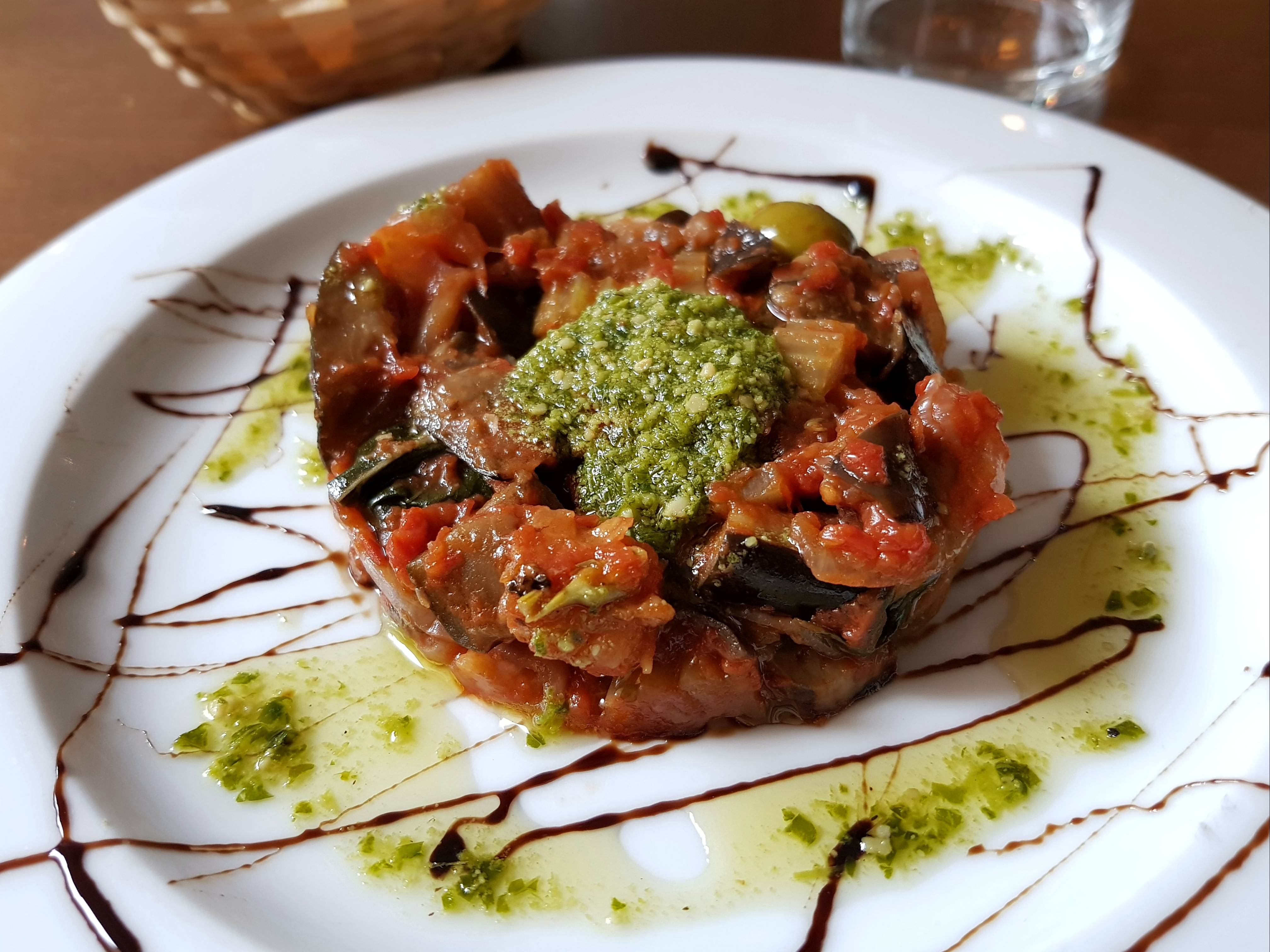
Caponata w Hiszpanii (Walencja)